# Griesenberg
Griesenberg (toponimo tedesco) è una frazione del comune svizzero di Amlikon-Bissegg, nel Canton Turgovia (distretto di Weinfelden).

## Storia

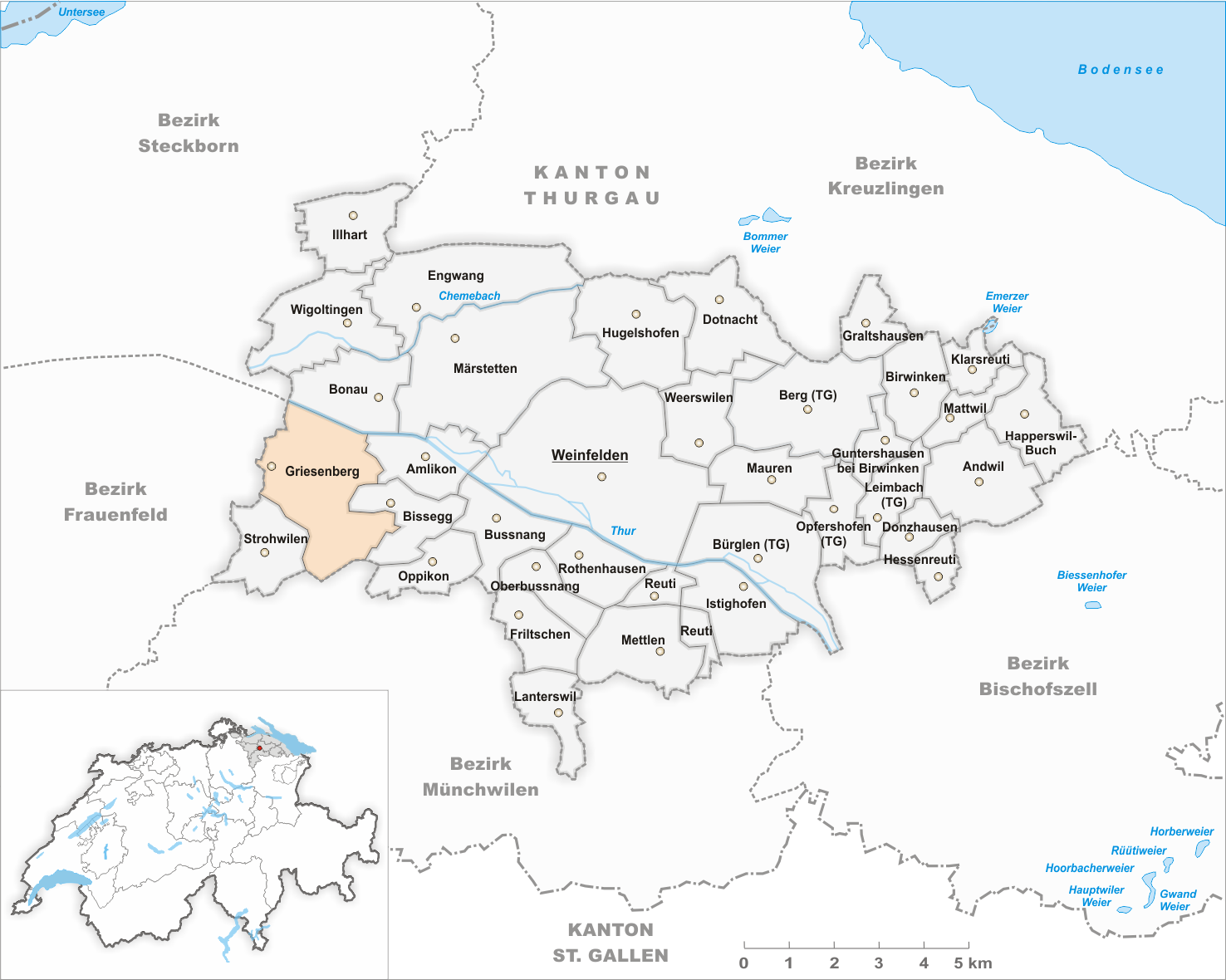
Il territorio del comune di Griesenberg prima degli accorpamenti comunali del 1995

Già comune autonomo (Ortsgemeinde) che comprendeva anche le frazioni di Altenburg, Bänikon, Fimmelsberg, Holzhof, Leutmerken (Munizipalgemeinde dal 1803 al 1816) e Tümpfel, nel 1995 è stato accorpato agli altri comuni soppressi di Amlikon, Bissegg e Strohwilen per formare il nuovo comune di Amlikon-Bissegg.

## Società

### Evoluzione demografica
L'evoluzione demografica è riportata nella seguente tabella:
Abitanti censiti

## Amministrazione
Ogni famiglia originaria del luogo fa parte del cosiddetto comune patriziale e ha la responsabilità della manutenzione di ogni bene ricadente all'interno dei confini della frazione.